# زبده الفکره فی تاریخ الهجره
زبده الفکره فی تاریخ الهجره اثری از بیبرس منصوری است که در قرن هفتم یا هشتم ه‍.ق تألیف شده و با نام تاریخ بیبرس نیز شناخته می‌شود. این اثر در حوزهٔ تاریخ عمومی اسلام جای دارد و در ده جلد، حوادث تا سال ۷۲۳ ه‍.ق/۱۳۲۳ م را تشریح می‌کند. نویسنده آگاهی‌های با اهمیتی در باب وضعیت سیاسی و جغرافیای آناتولی و روابط سلاجقه، مغول و ممالیک با یکدیگر و همچنین اطلاعات گسترده به همراه جزئیات را دربارهٔ تصرف آناتولی و تاریخ سلاجقهٔ آن، پس از نیمهٔ دوم قرن هفتم ه‍.ق ارائه می‌دهد.